# Якименко Федір Степанович
Фе́дір Степа́нович Яки́менко (лат. Fedir Stepanovych Yakymenko, фр. Théodore Akimenko, 20 лютого 1876, Піски — 3 січня 1945, Париж) — український композитор, піаніст і педагог. Рідний брат українського композитора Якова Степового (псевдонім Якова Якименка).

## Життєпис
Родом з села Піски поблизу Харкова. Десятилітнім хлопцем Якименка відібрали до Придворної капели у Санкт-Петербурзі. У 1886–1895 роках навчався гри на фортепіано у російського композитора і піаніста Мілія Балакирева. 1900 року закінчив Петербурзьку консерваторію (по класу композиції у Миколи Римського-Корсакова та Анатолія Лядова). З 1897 року працював учителем на диригентських курсах Придворної капели. Згодом став директором музичних шкіл у Тбілісі на Кавказі (1901–1903) та в Ніцці (Франція, 1903–1906). У 1914 році його запросили викладати композицію і теорію музики до Санкт-Петербурзької консерваторії (працював до 1923 року). Серед його учнів — видатний композитор ХХ століття 
Ігор Стравинський.
Після короткого перебування у Харкові з 1924 року деякий час працював професором музичного відділу Українського Вищого Педагогічного Інституту ім. М. Драгоманова у Празі. З того часу походить його «Практичний курс науки гармонії у двох частинах з задачником» (Прага, 1925 р.). Серед його учнів були Зиновій Лисько, Микола Колесса, І. Копилів, Д. Равич, Б. Левитський, Я.Масляк. Крім педагогічної праці, Якименко виступав як піаніст-концертант і диригент хору. З 1928 року жив у Франції (Ніцца, Париж), де й помер. Похований у Парижі на цвинтарі Батіньйоль, (29 поле).

## Творчість
Композитор Якименко — один з визначних представників неоромантичної течії в музиці ХХ ст. з помітним впливом імпресіонізму. Твори Федора Якименка зазнали деякого впливу тодішнього модерністичного напряму. Чільне місце у його творчості посідає інструментальна музика: дві симфонії, симфонічні поеми, оркестрова сюїта, увертюра, струнне тріо, соната для віолончелі, сонати для скрипки, численні фортепіанні твори (сонати, сонати-фантазії, «Українська сюїта», прелюди, етюди). Деякі твори Якименка побудовані на мелодиці українських народних пісень. Якименко — автор численних солоспівів (серед яких — на слова Олександра Олеся), церковних творів («Отче наш», «Херувимська» та ін.) та хорових обробок українських народних пісень. Чимало з-поміж творів Якименка побачили світ у німецьких, французьких, російських та українських видавництвах. Значна частина з них зберігається у фондах Національної бібліотеки України імені В. І. Вернадського та Національної бібліотеки Франції (BNF).

## Твори
- Опера «Фея снігів», балет (назва невід.),
- «Лірична поема» для оркестру,
- Увертюра для оркестру (Ouverture per orchestra)
- Дві п'єси для скрипки та фортепіано Op. 9
- Еклог фа-мінор для англійського ріжка (або альта чи скрипки) та фортепіано (Éclogue), Op. 12 (1900)
- Романс мі-мінор для альта з фортепіано Op. 13 (1902)
- Маленька балада для кларнета з фортепіано (1903)
- «Ідилія» для флейти та фортепіано  Op. 14
- «Колискова» для фортепіано Op. 15
- «На краю вогню» для фортепіано  Op. 28
- «Два Фантастичні ескізи» для фортепіано  Op. 33
- Соната для скрипки та фортепіано,
- П'єси для фортепіано
- «Фантастична соната» для фортепіано

Роботи празького і паризького періодів творчості композитора відзначаються великим зацікавленням до українських тем і сюжетів:
- Op. 71 — Шість українських п'єс для ф-но на 4-руки (6 Pieces ukrainiennes, for piano 4 hands (Paris, 1925)
- Op. 81 — Перший симфонічний балет «На українських пагорбах» для великого оркестру (Premier Ballet symphonique // (Sur les collines de l'Ukraine) // pour grand orchestre (manuscript, sans date, French National Library. Revised May-June 1935, as with Op.84 below.).
- Op.90 — Сім мелодій 7 (рукопис) Melodies (Ukrainian texts by Natalia Lik?) (manuscript)
- Op.91 — «Романси та пісня на українські вірші» (Romances and Songs after Ukrainian poems) (Belaïeff, 1937)

Ряд інструментальних п'єс, романси, квартет, тріо, фортепіанні п'єси на теми українських пісень.
Збірка обробок пісень для хору
- Список творів Ф. Якименка на IMSLP